# Prêmio Jovem Brasileiro 2016
O Prêmio Jovem Brasileiro 2016 foi a 15ª edição do Prêmio Jovem Brasileiro, prêmio que reconhece os melhores da geração Y nas áreas de música, televisão, filmes, esportes, empreendedorismo e mundo digital. O evento aconteceu no dia 24 de setembro de 2016 no Palácio das Conversões Anhembi, na cidade de São Paulo, e foi transmitido ao vivo para o Brasil inteiro pelo site ClapME e Mônica Iozzi foi a apresentadora. 

## Indicados e vencedores

### Melhor Atriz
- Amanda de Godoi (Malhação: Seu Lugar no Mundo)

*Anajú Dorigon (Esta Noite Encarnarei No Teu Corpinho)
- Bruna Hamú
- Camila Queiroz (Êta Mundo Bom!)
- Giovanna Chaves
- Isabella Santoni (Ligações Perigosas)
- Larissa Manoela (Cúmplices de um Resgate)
- Marina Ruy Barbosa (Totalmente Demais)
- Mel Fronckowiak
- Sophia Abrahão

### Melhor Ator
- Arthur Aguiar (Êta Mundo Bom!)
- Caio Castro
- Chay Suede
- Francisco Vitti (Malhação: Seu Lugar no Mundo)
- Gabriel Leone (Velho Chico)

*João Guilherme (Cúmplices de um Resgate)
- Lucas Lucco (Malhação: Seu Lugar no Mundo)
- Nicolas Prattes (Malhação: Seu Lugar no Mundo)
- Rafael Vitti (Velho Chico)
- Rodrigo Simas
- Thiago Amaral

### Apresentadora ou Repórter
- Anitta
- Danny Pink
- Maisa Silva
- Mari Gonzalez
- Mari Palma
- Mel Fronckowiak
- Monica Iozzi
- Nicole Bahls
- Rafa Brites

*Tatá Werneck

### Melhor Cantora
*Anitta
- Danny Pink
- Karol Conka
- Larissa Manoela
- Lexa
- Lua Blanco
- Ludmilla
- Manu Gavassi
- Nono Lellis
- Sophia Abrahão

### Melhor Cantor
- Biel
- Gusttavo Lima

*Luan Santana
- Lucas Lucco
- MC Gui
- Mika
- Rodrigo Marim
- Sam Alves

### Meio Ambiente
Projeto Ilhas Solares
Endell Menezes
Giovanni Palheta
Lidia Brasil
Evelyn Nunes

Thaís Marques